# Jean Martin Petit
Pour les articles homonymes, voir Petit.
Jean Martin Petit, né le 22 juillet 1772 à Paris et mort le 8 juin 1856 dans la même ville, est un général français, baron d'Empire, grand-croix de la Légion d'honneur.
Il est notamment connu pour avoir présenté à Napoléon Ier le drapeau du 1er régiment de grenadiers à pied de la Garde impériale le 20 avril 1814 lors des adieux de Fontainebleau. Il est alors embrassé par Napoléon devant la Vieille Garde rassemblée dans la cour du Cheval Blanc du château de Fontainebleau.

## Biographie

### Famille
Sa famille est originaire de Normandie. Il est le fils de  Jean Petit (1751-1798), fermier, né à Criquiers (Seine-Maritime) et de  Marie Vavasseur (1742-1815), née à Harcourt (Eure). Il se marie avec  Françoise Eugénie Dutet le 23 novembre 1825 à Paris avec qui il a deux enfants,  Rose Eugénie Claire (1813-1886) et Louis Jean Edmond (1820-1894).

### Carrière militaire
Jean Martin Petit s'enrôle en 1792 dans un régiment d'infanterie et participe aux combats aux frontières. Il participe à la campagne d'Italie (1796-1797) puis à celle d'Egypte (1798-1801) avec Bonaparte. Il est blessé à la prise du Caire en avril 1800.
De retour en France, promu chef de bataillon en 1801, il sert à l'Armée des Côtes en 1803 et est fait chevalier  de la Légion d'honneur en juin 1804. Il sert dans la Grande Armée pendant la guerre de la troisième coalition en 1805-1806 puis au Portugal de 1807 à 1808. Colonel en 1808, il se bat ensuite contre les Autrichiens à la tête du 67e régiment de ligne à la bataille d'Essling le 21 mai 1809 puis à la bataille de Wagram le 6 juillet 1809 où il est blessé. Il est promu officier de la Légion d'honneur et créé baron de l'Empire en août 1809 puis sert en Espagne de 1810 à 1813. Sous le général Baraguey d'Hilliers, il participe notamment à la reprise du fort San-Fernando de Figuière le 17 août 1811.
Promu au grade de général de brigade le 28 juin 1813, Petit prend le commandement du
1er régiment de grenadiers à pied de la Garde impériale et fait la campagne de France, pendant laquelle il reçoit, le 26 février 1814, la croix de commandeur de la Légion d'honneur à la suite de brillants faits d'armes.
Au terme de la campagne de 1814 et de la prise de Paris, Napoléon Ier abdique le trône impérial. Jean Martin Petit assiste aux adieux solennel de Bonaparte au château de Fontainebleau. 
En 1814, le frère de Louis XVI monte sur le trône de France sous le nom de Louis XVIII et le général Petit lui prête serment le 25 juillet 1814. Il reçoit la croix de chevalier de Saint-Louis ; mais au retour de Napoléon Bonaparte, le général Petit reprend sa place à ses côtés. Il réintègre l'armée impériale au cours des Cent-Jours.
Il combat à Waterloo en qualité de major au 1er régiment des grenadiers à pied de la Garde. Le régiment est engagé à la toute fin de la bataille lorsque Napoléon ordonne l'attaque de la garde à 19 heures. Le  1er régiment des grenadiers à pied de la Garde, comme le reste de la Garde, est refoulé sur ses positions de départ avec de lourdes pertes. Alors que l'armée française se débande et que de nombreuses unités s'enfuient, quelques éléments de la Garde dont le  1er régiment se positionnent en carré et soutiennent une ultime attaque avant de se rendre. 
À la Restauration, le titre de lieutenant-général (général de division) donné par Napoléon est refusé au général Petit. Ce titre lui est cependant restitué le 23 mai 1825. Remis en activité à cette époque, il est chargé du commandement d'une division militaire. Il est porté sur le cadre de retraite en 1847. 
Il est fait grand officier de la Légion d'honneur en 1835 et pair de France le 3 octobre 1837. Il est par la suite commandant de l'Hôtel des Invalides sous les ordres de Jérôme Bonaparte.
Il est élevé à la dignité de grand-croix de la Légion d'honneur le 15 août 1849.
C'est l'un des hommes de confiance de Napoléon Bonaparte. En avril 1814, lors de son abdication, il déclare dans la cour du château de Fontainebleau : « Je ne puis vous embrasser tous, mais j'embrasse votre général. Venez, général Petit, que je vous presse sur mon cœur ».
Il meurt le 8 juin 1856 à Paris et est inhumé aux Invalides.

## Décorations
- Grand-croix de la Légion d'honneur (15 août 1849)
  - Grand officier (30 avril 1835)
  - Commandeur (16 février 1814)
  - Officier (13 août 1809)
  - Chevalier (14 juin 1804)
- Chevalier de l'ordre royal et militaire de Saint-Louis, nomination par Louis XVIII

## Hommages

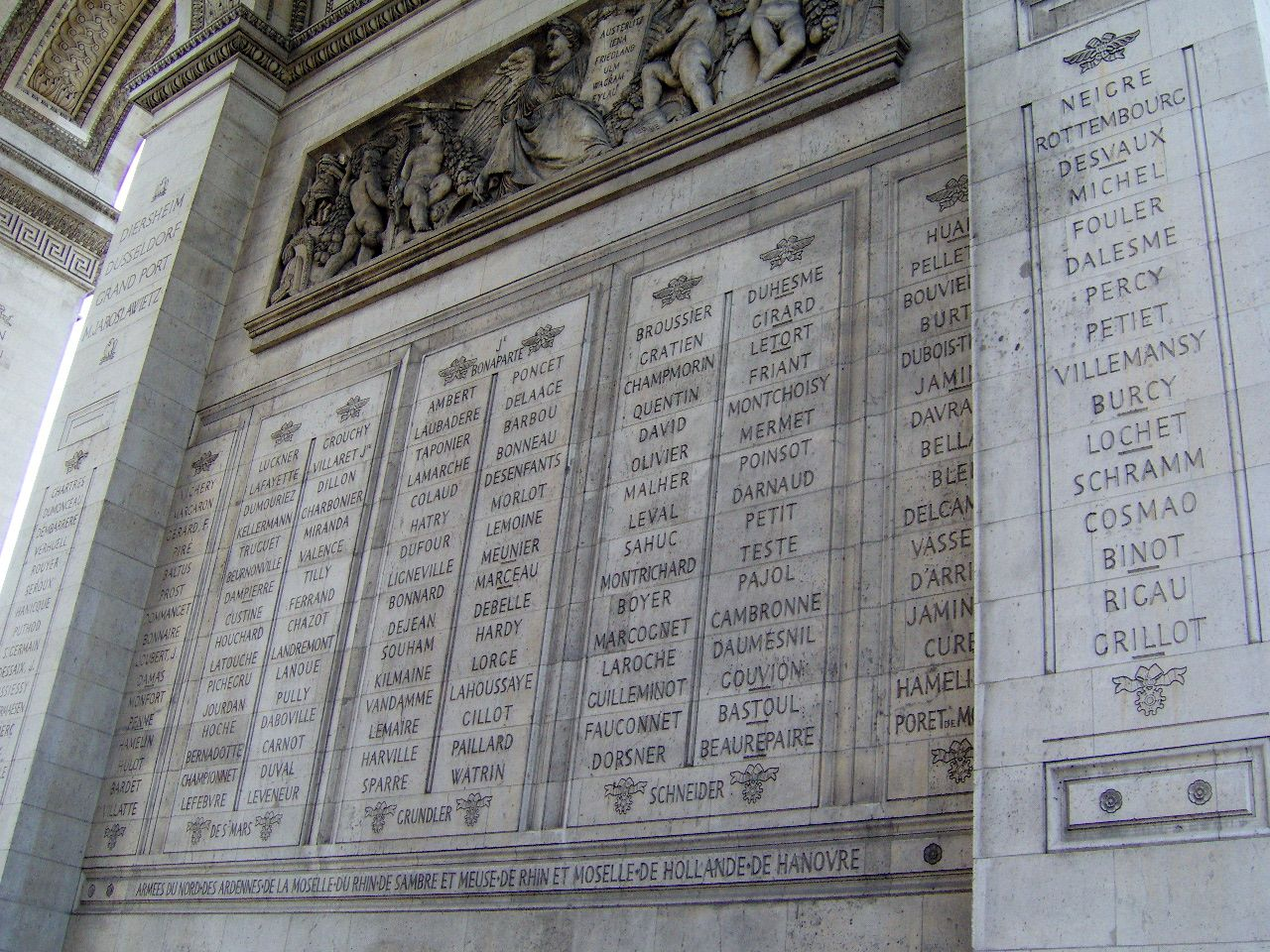
Armées du nord de la France, du Bas-Rhin et des Pays-Bas.

Son nom est gravé sous l'arc de triomphe de l'Étoile, 8e colonne.

## Sources
- Georges Six (préf. André Lasseray), Dictionnaire biographique des généraux et amiraux français de la Révolution et de l'Empire : 1792-1814., t. 2, 1934, 658 p. (lire en ligne), p. 305.

- « Jean Martin Petit », dans Charles Mullié, Biographie des célébrités militaires des armées de terre et de mer de 1789 à 1850, 1852 [détail de l’édition]
- Michel Wattel et Béatrice Wattel (préf. André Damien), Les Grand’Croix de la Légion d’honneur : De 1805 à nos jours, titulaires français et étrangers, Paris, Archives et Culture, 2009, 701 p. (ISBN 978-2-35077-135-9), p. 328.
- Thierry Lentz, « Le texte des Adieux de Fontainebleau », Napoleonica, La Revue, vol. 19, no. 1, 2014, pp. 25-34. En ligne.